# 頂山腳 (彰化縣)
頂山腳，是臺灣彰化縣大城鄉的一個傳統地域名稱，位於該鄉東部。相較於今日行政區，其範圍大致為上山村南部（魚寮溪以南）。

## 歷史
台灣清治末期至日治初期，頂山腳地區為一街庄，稱為「頂山腳庄」，隸屬於深耕堡。該庄北與魚藔庄為鄰，東與尤厝庄為鄰，南邊為潭墘庄，西邊為大城厝庄。。
1901年（日治明治三十四年）11月，全台廢縣廳改設二十廳，該庄隸屬於彰化廳。1903年（明治三十六年）6月，該庄編入「大城厝區」，隸屬於彰化廳。1909年（明治四十二年）10月，合併二十廳為十二廳，大城厝區改隸屬於臺中廳。1920年（大正九年），廢廳、支廳、區、街庄（舊制）改設州、郡、街庄（新制）、大字，該庄改制為「頂山腳」大字，隸屬於臺中州北斗郡大城庄。
戰後大城庄改制為大城鄉，隸屬於臺中縣，大字亦改制為村。1950年10月，中、彰、投分治，大城鄉改隸屬彰化縣。

## 聚落
本地區發展較早的聚落為頂山腳、下溝墘（溝仔墘），在日治期初期的官方地圖上已有記載。

## 交通
縣道152號（北平路）是大城鄉公館至名間的道路，大致以西北西—東南東走向經過頂山腳地區中部。由該道路向西北西可前往大城市區、山寮、山寮與公館交界地帶、公館與西港交界地帶並止於省道台17線路口，向東南東轉東可前往竹塘、埤頭南部、溪州、二水、名間等地。
鄉道彰164線（廍仔巷）是大城至尤厝的道路，其東側端點位於本地區東部邊界中央偏南的鄉道彰167線路口，該處也是尤厝聚落西北側。由此向西北西轉西蜿蜒而行，至路底轉南南西，至路口轉西北西，至頂山腳聚落北郊轉南南西再轉西北，至本地區西部邊界後沿邊界而行並轉西北西，出境後可前往大城市區並止於縣道143號、縣道152號共線路口。
鄉道彰166線（潭墘路）是大城至九塊厝的道路，大致以西北—東南走向經過本地區西南端。由該道路向西北可前往大城市區並止於縣道143號路口，向東南可前往潭墘、尤厝東南部、九塊厝並止於縣道152號（東陽路二段）路口。
鄉道彰167線（天惠路）是二林至潭墘的道路，大致以北北東—南南西走向到達本地區東部邊界南側，轉南南東再轉南南西沿邊界而行以至出境。由該道路向北北東可前往火燒厝、竹圍子、二林市區並止於縣道143號路口，向南南西可前往潭墘並止於九塊厝堤防道路路口。